# Daud Dawitadze
Daud Alijewicz Dawitadze (ros. Дауд Алиевич Давитадзе, ur. 1901 we wsi Urechi w obwodzie batumskim, zm. ?) – radziecki działacz partyjny i państwowy.

## Życiorys
W 1929 został członkiem WKP(b), do 1929 był słuchaczem Adżaristańskiej Szkoły Partyjnej, a 1930-1933 Uniwersytetu Komunistycznego w Tbilisi, służył w Armii Czerwonej. Pracował w rejonowym komitecie Komunistycznej Partii (bolszewików) Gruzji w Chulo, 1934-1937 był dyrektorem technikum pedagogicznego w Batumi, od 1937 do lipca 1938 ludowym komisarzem sprawiedliwości Adżarskiej ASRR, a od lipca 1938 do stycznia 1954 przewodniczącym Prezydium Rady Najwyższej Adżarskiej ASRR. Został odznaczony Orderem Wojny Ojczyźnianej I klasy i Orderem Czerwonego Sztandaru Pracy.